# Koresand
Koresand es un banco de arena en la parte danesa del mar de Wadden, en el suroeste de la isla de Mandø. Había por lo menos una localidad en Koresand hasta que las mareas de tormenta frecuentes durante la década de 1900 llevaron a su abandono. En verano es posible viajar desde Mandø a Koresand por un transporte local.